# Jordskælvet i San Francisco 1906
Jordskælvet i San Francisco 1906 var et større jordskælv som ramte San Francisco, Californien og kysten af det nordlige Californien klokken 5:12 onsdag den 18. april 1906. Det mest alment accepterede estimat for størrelsen af jordskælvet er 7,8 Mw, men andre tal er foreslået, fra 7,7 og helt op til 8,25.
Epicenteret for hovedskælvet lå omkring 3 kilometer uden for kysten. Det bevægede sig langs San Andreas-forkastningen, både mod nord og mod syd i en samlet længde af 477 km. Rystelserne kunne mærkes fra Oregon til Los Angeles, og inde i landet så langt væk som til det centrale Nevada. 
Jordskælvet og de følgende brande huskes som en af de værste naturkatastrofer i De Forenede Staters historie. Dødstallet for jordskælvet og de efterfølgende brande antages at være over 3.000 og repræsenterer det største tab af menneskeliv i Californiens historie. 
Det økonomiske tab er blevet sammenlignet med den senere Katrina-orkankatastrofe.
| - San Andreas-forkastningen og ødelæggelserne i Stockton Street - San Andreas-forkastningen - Stockton Street set fra Union Square, i retning mod Market Street |

| - Panorama af San Francisco i ruiner - Panorama af San Francisco i ruiner, set fra Lawrence Stationære Luftskib, 610 m over San Francisco Bugten med udsigt over havnefronten. Solnedgang over Golden Gate. Maj 1906 af George R. Lawrence |